# Russelia manantlana
Russelia manantlana är en grobladsväxtart som beskrevs av Billie Lee Turner. Russelia manantlana ingår i släktet Russelia och familjen grobladsväxter. Inga underarter finns listade i Catalogue of Life.